# Brits curlingteam (gemengddubbel)
Het Britse curlingteam vertegenwoordigt Groot-Brittannië in internationale curlingwedstrijden.

## Geschiedenis
Op het Europees en op het wereldkampioenschap treedt Groot-Brittannië nooit aan, aangezien daar Engeland, Schotland en Wales apart vertegenwoordigd worden. Noord-Ierland heeft geen eigen curlingteam. Eenzelfde situatie doet zich voor bij andere sporten, zoals voetbal. Op de Olympische Spelen wordt er echter met één team voor heel Groot-Brittannië aangetreden. Noord-Ieren mogen zelf kiezen of ze deel willen uitmaken van het Britse dan wel van het Ierse team.
Groot-Brittannië kwalificeerde zich voor de Olympische Winterspelen 2022 doordat Schotland het wereldkampioenschap 2021 wist te winnen. In Peking eindigde Groot-Brittannië op de vierde plaats.

## Groot-Brittannië op de Olympische Spelen
| Jaar | Plaats        | Team                         | WG            | W             | V             | PV            | PT            |
| ---- | ------------- | ---------------------------- | ------------- | ------------- | ------------- | ------------- | ------------- |
| 2018 | Geen deelname | Geen deelname                | Geen deelname | Geen deelname | Geen deelname | Geen deelname | Geen deelname |
| 2022 | 4             | Jennifer Dodds & Bruce Mouat | 11            | 6             | 5             | 68            | 65            |

Australië · België · Brazilië · Bulgarije · Canada · China · Chinees Taipei · Denemarken · Duitsland · Engeland · Estland · Filipijnen · Finland · Frankrijk · Griekenland · Groot-Brittannië · Guyana · Hongarije · Hongkong · Ierland · India · Israël · Italië · Jamaica · Japan · Kazachstan · Kirgizië · Koeweit · Kosovo · Kroatië · Letland · Litouwen · Luxemburg · Mexico · Mongolië · Nederland · Nieuw-Zeeland · Nigeria · Noorwegen · Oekraïne · Oostenrijk · Polen · Portugal · Puerto Rico · Qatar · Roemenië · Rusland · Saoedi-Arabië · Schotland · Servië · Slovenië · Slowakije · Spanje · Thailand · Tsjechië · Turkije · Verenigde Staten · Wales · Wit-Rusland · Zuid-Korea · Zweden · Zwitserland